# Usa (Ōita)
Usa (jap. 宇佐市 Usa-shi) – miasto położone w Japonii, w prefekturze Ōita, na wyspie Kiusiu.
Usa prawa miejskie uzyskało 1 kwietnia 1967 roku. W dniu 31 marca 2005 roku miasteczka Ajimu i Innai, oba z powiatu Usa, zostały włączone do miasta Usa. Miasto znane jest z Usa-jingū – głównego chramu poświęconego Hachimanowi – zbudowanego w roku 725. W pobliżu miasta znajduje się Muzeum Historii Prefektury Ōita.
Usa składa się z trzech obszarów:
- Usa – obszar otaczający Usa jingū.
- Yokkaichi – obszar otaczający świątynię Hongan-ji oraz administracyjne miasto z ery Edo.
- Nagasu – obszar portowy.

## Populacja
Zmiany w populacji Usa w latach 1970–2015:
| Rok  | Populacja |
| ---- | --------- |
| 1970 | 71 020    |
| 1975 | 67 777    |
| 1980 | 67 811    |
| 1985 | 67 960    |
| 1990 | 65 541    |
| 1995 | 63 819    |
| 2000 | 62 349    |
| 2005 | 60 809    |
| 2010 | 59 008    |
| 2010 | 56 277    |

## Galeria

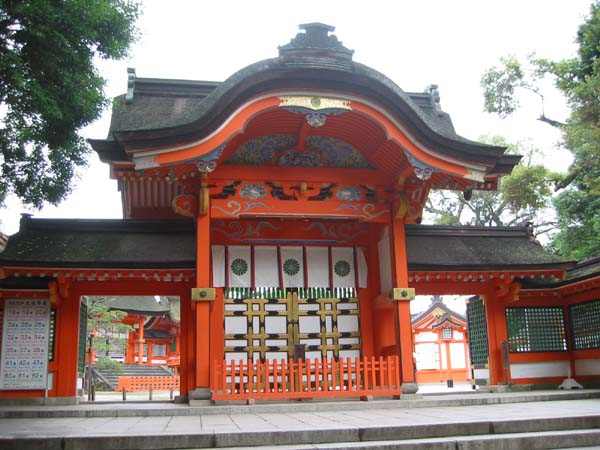
Zachodnia brama Usa-jingū
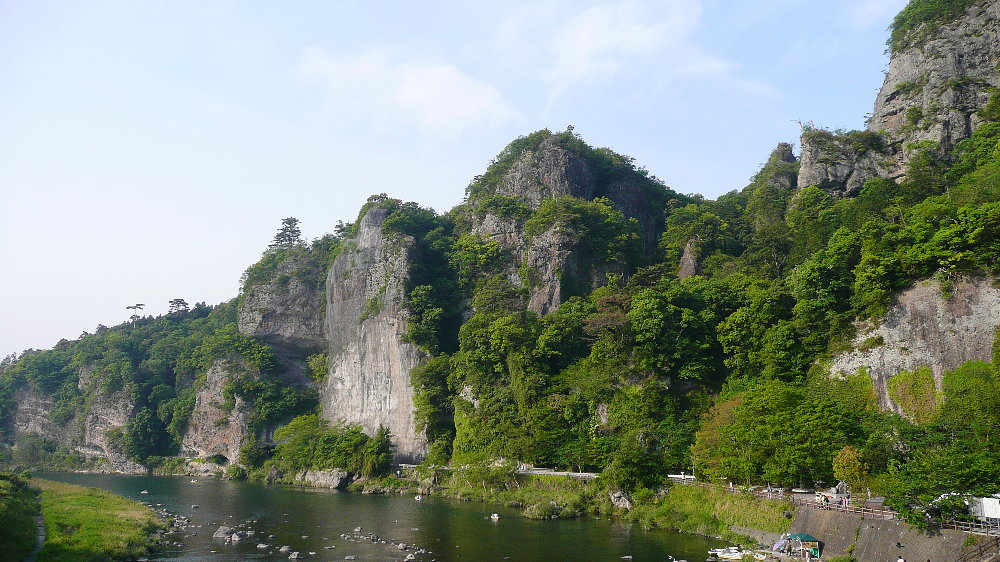
Kyōshūhō, Yaba-kei
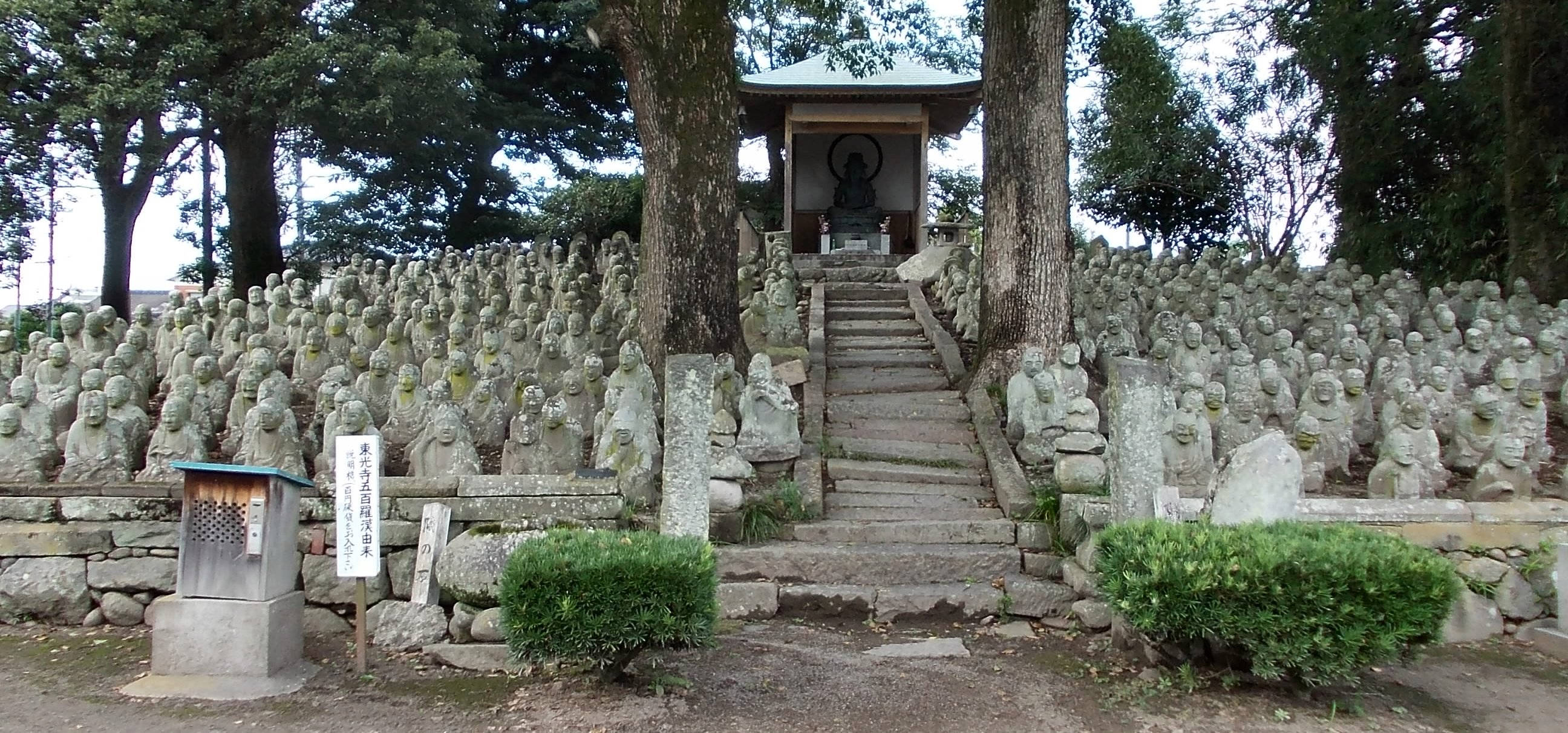
Panorama 500 statuetek Rakan Buddy w świątyni Tōkō-ji w Usa